# 雙葉郡
雙葉郡（日语：／ Futaba gun */?）是福島縣的一郡。設立于1896年4月1日，由楢葉郡（旧岩城領）于標葉郡（旧相馬領）合并成立。人口7,064人、面積865.71km²、人口密度8.16人/km²。（2017年10月1日）。
現轄有以下6町、2村。
- 浪江町
- 雙葉町
- 大熊町
- 葛尾村
- 富岡町
- 楢葉町
- 廣野町
- 川內村